# Loki (videogioco)
Loki, conosciuto anche come Loki: Heroes of Mythology è un videogioco di genere action RPG non lineare, che combina le mitologie azteca, greca, egizia e norrena. Pubblicato nell'estate del 2007, Il gioco permette di impersonare un eroe preso dalle diverse mitologie: un guerriero normanno, un mago egizio, un'amazzone greca e una sciamana azteca.
La trama di Loki vede il dio egizio Seth che si risveglia grazie ad un suo seguace, e intende portare il mondo nel caos. Il giocatore dovrà attraversare ogni mitologia in cerca di Seth e fermarlo prima che sia troppo tardi.